# 小澤音楽事務所
株式会社小澤音楽事務所（おざわおんがくじむしょ、Ozawa Music Office）は、日本の歌謡曲アーティストを中心とした芸能事務所。

## 概要
1965年に菅原洋一、ロス・インディオスのプロデューサー兼マネージャーをしていた小澤惇（2010年3月死去）が中心となり三者で設立。関係会社として所属アーティストの原盤管理を目的とした「有限会社 音楽出版ジュンアンドケイ（Jun&Kei Music publishing）」、タレント系芸能事務所のアルトプランニング（新宿区若葉）などがある。
全盛期には多くの関連会社を傘下に持つ大手プロダクションに成長。
歌手の仕事はキャバレーであった時代、いち早くホテルに目をつけホテルディナーショーのパイオニアとして確固たる地位を確立。

## 所属タレント
- 伊東ゆかり
- 佐々木秀実
- 塩田美奈子
- 宙美
- 渡辺真知子

## 業務提携タレント
- 清水まり子
- 菅原洋一
- 鈴木重子

## 過去の所属タレント
- ロス・インディオス
- キングトーンズ
- リッキー&R60ポンド
- しばたはつみ
- 黒木真由美
- 石江理世
- ギャル
- 桑江知子
- 高マサミ
- さわち美欧
- 羽田紋子
- パンチ佐藤
- 泰葉
- TM NETWORK
- 森田童子
- 欧陽菲菲
- 加紋寺宏（かもんじひろし）
- 冴木杏奈
- G-クレフ

## 関連会社
- サウスポイント（福岡県福岡市博多区）
- 東海オフィス（静岡県浜松市）
- ハイブリッジ（大阪府大阪市中央区）
- 音楽出版ジュンアンドケイ
- アルトプランニング